# Exoprosopa jubatipes
Exoprosopa jubatipes är en tvåvingeart som beskrevs av Hesse 1956. Exoprosopa jubatipes ingår i släktet Exoprosopa och familjen svävflugor. Inga underarter finns listade i Catalogue of Life.